# Conselho de Justiça
Conselho de Justiça, no âmbito da Justiça Militar brasileira, é um órgão colegiado, formado por quatro oficiais das Armas, chamados então de juízes militares e um juiz de direito, o Juiz-auditor, com a função de processar crimes militares em primeira instância, na circunscrição de uma Auditoria Militar.
Os Conselhos de Justiça podem ser de dois tipos:
- O Conselho de Justiça Permanente: que tem por competência processar e julgar as praças(Soldado a Aspirante-a-Oficial), acusadas da prática em tese de um crime militar previsto no Código Penal Militar, Decreto-lei 1001, de 1969, no qual há um rodízio na formação dos juízes militares a cada três meses, mediante um sorteio que deve ser realizado na presença do Juiz, promotor de justiça e advogado. O Conselho de Justiça Permanente no âmbito dos Estados é presidido pelo Juiz de Direito do Juízo Militar, e no âmbito da União, pelo oficial de maior posto ou patente que compõe o Conselho, em regra um oficial superior. Dentro deste prazo, atuam em todos os atos dos processos em andamento;
- O Conselho de Justiça Especial: cabe processar oficiais (de tenentes a coronéis), sendo que esse conselho se forma uma para cada processo e o acompanha até o seu término.

Em legislação anterior se previa a formação de conselhos de justiça no próprio campo de atividades militares para tempo de guerra, quando ocorriam julgamentos sumários, o que ainda é previsto em vários países.
Esta formação mista dos Conselhos é conhecida, na Doutrina, por escabinato, possuindo assim o elemento técnico-jurídico (Juiz-auditor), quem conduz o processo pelas vias formais adequadas, e o elemento que subsidia o maior senso de justiça equilibrada, através da experiência real das relações de disciplina e hierarquia militares (Juiz militar)